# Sexy Dancer
A „Sexy Dancer” Prince második kislemeze volt a Prince című albumáról az Egyesült Királyságban. Az első kislemeze volt, ami nem jelent meg az Egyesült Államokban.
A 12"-es kislemez a ritkább Prince-lemezek közé tartozik. Basszusgitár és gitárszólók is találhatók rajta. A 7"-es verzió egy rövidített felvétele az eredetinek. A "Sexy Dancer"-t gyakran adta elő koncerteken Prince, ezzel lehetőséget adva együttesének többi tagjának, hogy bemutassák képességeiket. 
A 2007-es Earth turnéján teljesen megváltoztatta a dalszövegét a számnak. A kislemez B-oldala a "Bambi" volt az Egyesült Királyságban és a "Why You Wanna Treat Me So Bad?" Japánban.

## Kiadások
| Cím                        | Hossz | Megjelent                                                                                  | Verzió megnevezése |
| -------------------------- | ----- | ------------------------------------------------------------------------------------------ | ------------------ |
| Sexy Dancer                | 4:18  | Prince "Still Waiting" kislemez "Sexy Dancer" kislemez "Strange Tales From The Rain" promo | Studio             |
| Sexy Dancer (Long Version) | 8:50  | "Sexy Dancer" kislemez                                                                     | Extended Version   |